# Golfo di Noto
Il golfo di Noto è un'ampia insenatura che si ritrova nella costa sudorientale della Sicilia che si affaccia sul mar Ionio.

## Geografia
Compreso fra due penisole, quella della Maddalena ed il capo Passero il golfo bagna i territori della provincia di Siracusa. Fra i fiumi che vi sfociano: Cassibile, l'Asinaro ed il Tellaro.